# Hrant Dink
Hrant Dink, în armeană: Հրանդ Տինք, (n. 15 septembrie 1954, Malatya, Provincia Malatya, Turcia – d. 19 ianuarie 2007, Istanbul, Turcia) a fost un ziarist și scriitor turc de origine armeană, unul din membrii cei mai proeminenți ai comunității armene din Turcia. A fost asasinat în cartierul Osmanbey din Istanbul, chiar în fața redacției ziarului său bilingv Agos. Moartea a survenit prin împușcare, cele trei gloanțe fiind trase de un tânăr de 17 ani. În spatele atentatului se află, conform cercetărilor poliției, cercurile naționaliste turce care l-au acuzat pe scriitor de ofensă adusă Turciei, pentru faptul că a evocat genocidul armenilor. Decesul său a lăsat în urmă o văduvă și trei copii. 

## Biografie
Hrant Dink a fost fondatorul și redactorul șef al revistei Agos, un ziar scris în limba armeană și în limba turcă. De asemenea, a fost și jurnalist pentru cotidienele naționale Zaman și Birgün.
Născut la Malatya în 15 septembrie 1954, Dink sosește la Istanbul cu familia la vârsta de șapte ani, în acest oraș petrecându-și restul vieții sale. După divorțul părinților este primit într-un orfelinat împreună cu frații. Întregul său parcurs școlar se realizează în școli armene. Își ia diploma în zoologie la Universitatea din Istanbul, unde de asemenea frecventa și cursuri de filozofie.
În 2005 a fost condamnat la șase luni de recluziune pentru articolele sale despre fapte petrecute între 1890 și 1917 (Genocidul armean). Tribunalele au reținut articolele sale ca o insultă la "identitatea turcă conform articolului 301 din codul penal turc". Această condamnare a fost puternic criticată de Uniunea Europeană. Este în mai multe rânduri amenințat cu moartea pentru luările sale de poziție în ceea ce privește istoria armenilor în ultimii ani ai Imperiului Otoman.
Hrant Dink a susținut mereu nevoia de democrație pentru națiunea sa. Activitatea sa se focaliza pe drepturile minorităților, și în particular ale minorității armene, în general mai mult pe drepturile civile. În ultimii ani resimțea puternic ura pe care activitatea sa o suscita printre mulți dintre concetățenii săi și afirma că ar fi vrut să fugă de această realitate. Dar cu mult curaj susținea că dacă ar fi făcut acest pas, ar fi trădat tot ce a făcut până atunci.